# Kangura
Ne doit pas être confondu avec Kanguka.

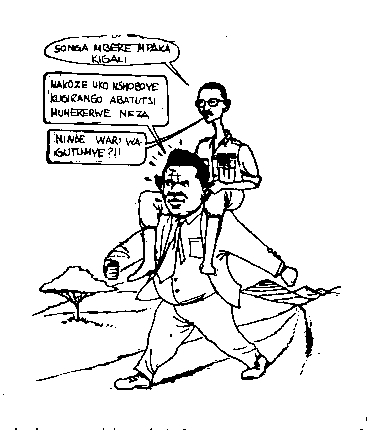
Caricature en swahili parue dans Kangura en janvier 1994 montrant le chef d'État rwandais Juvénal Habyarimana chevauché par Paul Kagame alors président du FPR

Kangura est une revue rwandaise extrémiste, fondée en 1989 par Valens Kajeguhakwa et rédigée en kinyarwanda et en français.
Elle est née peu après que le régime de Juvénal Habyarimana a subi une attaque du Front patriotique rwandais depuis l'Ouganda, le 1er octobre 1990. Le 17 décembre 1990, le journal publie un texte de Hassan Ngeze, Les Dix commandements du Hutu, qui désigne les Tutsi, ainsi que les Hutus qui commercent avec eux ou qui se marient avec eux, comme des traîtres dont on ne doit pas avoir pitié.
Contrôlée par l'Akazu, elle constitue un moyen de communication et de propagande déterminant dans la préparation des esprits au génocide des Tutsi au Rwanda. Sur une quarantaine de journaux fondés en 1991 au Rwanda, un quart était également proche de l'Akazu.